# Зоря (Опарінський район)
Зоря́ (рос. Заря) — селище у складі Опарінського району Кіровської області, Росія. Адміністративний центр та єдиний населений пункт Зоринського сільського поселення.
Населення становить 1064 особи (2010, 1231 у 2002).

## Історія
1969 року селище отримало статус селища міського типу, але втратило його 2005 року.